# Харламово (Московская область)
Харла́мово — деревня в Дмитровском городском округе Московской области России.
Население — 3 чел. (2010). 

## История
До 2006 года деревня Харламово входила в состав Подъячевского сельского округа. До 2018 года была в составе городского поселения Яхрома Дмитровского муниципального района.

## Расположение
Деревня расположена на западе центральной части городского округа, примерно в 11 км на запад от города Яхромы, на водоразделе Яхромы и Лутосни, высота центра над уровнем моря 190 м. Ближайшие населённые пункты — Доронино в 0,5 км на северо-восток и Сафоново в 1,5 км на запад.

## Население
| 2002 | 2006 | 2010 |
| ---- | ---- | ---- |
| 5    | ↗7   | ↘3   |